# Széchenyjev verižni most
Széchenyjev verižni most (madžarsko Széchenyi lánchíd) je viseči most, ki povezuje Budim in Pešto čez Donavo, zahodni in vzhodni del Budimpešte, prestolnice Madžarske. Osnoval ga je angleški arhitekt William Tierney Clark, zgradil pa škotski inženir Adam Clark. Odprt je bil leta 1849 in postal prvi trajni most čez Donavo na Madžarskem. Zasidran je na Peštanski strani reke do trga Széchenyi (prej Rooseveltov), ki meji na palačo Gresham in Madžarsko akademijo znanosti, ter na Budimski strani do trga Adama Clarka, blizu ničelnega kilometrskega kamna in spodnjega konca vzpenjače na Grajskem hribu, ki vodi do Budimskega gradu.
Most nosi ime Istvána Széchenyija, ki je bil glavni podpornik njegove gradnje, vendar je najbolj znan kot verižni most. V času gradnje je veljal za eno od sodobnih svetovnih inženirskih čudes. Uveljavil je ogromen pomen v gospodarskem, družbenem in kulturnem življenju države, podobno kot ima Brooklynski most v New Yorku in ZDA. Njegovi okraski iz litega železa in konstrukcija, ki izžareva umirjeno dostojanstvo in ravnovesje, sta Verižni most povzdignila na visoko raven v Evropi.
Postal je simbol napredka, narodnega prebujanja in povezave med vzhodom in zahodom.

## Zgodovina
Most je zasnoval angleški inženir William Tierney Clark leta 1839 na pobudo grofa Istvána Széchenyija, gradnjo pa je lokalno nadzoroval škotski inženir Adam Clark. Je večja različica zgodnejšega mostu Marlow Tierneyja Clarka (nista v sorodu), čez reko Temzo v Marlowu v Angliji, in je bil zasnovan po odsekih in poslan iz Združenega kraljestva na Madžarsko za končno gradnjo.
V veliki meri ga je financiral grški trgovec Georgios Sinas, ki je imel v mestu finančne in zemljiške interese in čigar ime je vpisano na bazi jugozahodnega temelja mostu na Budimski strani.
Most so odprli leta 1849, po madžarski revoluciji leta 1848, in je postal prvi stalni most v madžarski prestolnici. Takrat je bil njegov srednji razpon 202 metra eden največjih na svetu. Leve na vsakem od opornikov je kipar János Marschalkó vklesal v kamen in jih namestil leta 1852. Po zasnovi so podobni bronastim levom na Trafalgar Square (nastavljeni leta 1858 in nameščeni leta 1867). Današnje ime je most dobil leta 1898.
Litoželezno konstrukcijo mostu so posodobili in okrepili leta 1914. V drugi svetovni vojni 18. januarja 1945 so most razstrelili umikajoči se Nemci med obleganjem Budimpešte, ostali so le piloni. Ponovno je bil zgrajen in ponovno odprt leta 1949.
Na vsaki strani mostu je napis "Clark Adam", ime graditelja mostu v lokalnem vzhodnem vrstnem redu imen. Plošča na Peštanski strani reke se glasi »V spomin na edina dva preživela mostova, ki ju je zasnoval William Tierney Clark: verižni most Széchenyi čez Donavo v Budimpešti in viseči most čez Temzo v Marlowu v Angliji.«
Most je bil zaradi obnove zaprt za promet od marca 2021; naj bi se ponovno odprl leta 2023.

## V popularni kulturi
Leta 2001 je madžarski kaskaderski pilot Péter Besenyei poletel na glavo pod mostom, manever, ki je postal standard na današnjih zračnih dirkah Red Bulla.
Most je predstavljen v I Spy, Au Pair, Walking with the Enemy in Spy, in je prizorišče vrhunskega prizora v bollywoodski uspešnici Hum Dil De Chuke Sanam. Most se pojavi v uvodnih posnetkih napovednika Black Widow iz leta 2021 in druge sezone Baptiste.
Most je bil vidno predstavljen v filmu Cremaster 5, Matthewa Barneyja, ki služi kot referenca na Harryja Houdinija, pojavlja pa se tudi v romanu Dana Browna Origin in v premierni epizodi druge sezone oddaje 12 Monkeys kanala Syfy, ki je bila predvajana aprila 2016.
Pojavlja se tudi na začetku videospota za pesem Katy Perry Firework in videospota K-pop vokalnega dua Davichi za pesem Cry Again.
Po madžarski legendi levi na verižnem mostu Széchenyi nimajo jezikov. Ta legenda ni resnična, jeziki se preprosto ne vidijo.